# Rita Williams
Rita Williams (ur. 14 stycznia 1976 w Norwalk) – amerykańska koszykarka występująca na pozycji rozgrywającej.

## Osiągnięcia
Na podstawie, o ile nie zaznaczono inaczej.
NJCAA
- Zaliczona do I składu NJCAA All-American (1995)

NCAA
- Uczestnik rozgrywek:
  - NCAA Final Four (1996)
  - Elite 8 turnieju NCAA (1996–1998)
- Mistrzyni:
  - turnieju konferencji Big East (1996–1998)
  - sezonu regularnego Big East (1996–1998)
- Most Outstanding Player (MOP=MVP) turnieju Big East (1998)

WNBA
- Uczestniczka meczu gwiazd WNBA (2001)

Inne
- Zaliczona do Galerii Sław Sportu:
  - Fairfield County Sports Hall of Fame (2016)
  - FCSC's UConn Wing of the Hall of Fame (2009)